# Petit-Rœulx-lez-Nivelles
Petit-Rœulx-lez-Nivelles (wa. Pitit-Rû-dlé-Nivele) – dzielnica (section) gminy Seneffe w Belgii, w Regionie Walońskim, w prowincji Hainaut, w okręgu Soignies. 1 stycznia 2020 roku liczyła 611 mieszkańców. Do 31 grudnia 1976 r. samodzielna gmina. 

## Demografia
Liczba mieszkańców, stan na 1 stycznia:
| Rok                | 1930 | 1947 | 1961 | 2020 |
| ------------------ | ---- | ---- | ---- | ---- |
| Liczba mieszkańców | 265  | 224  | 201  | 611  |